# Kalvø
För andra betydelser, se Kalvø (olika betydelser).
Kalvø är en ö i Danmark. Den ligger i Region Syddanmark, i den södra delen av landet, 210 km väster om Köpenhamn.
Klimatet i området är tempererat. Årsmedeltemperaturen i trakten är 7 °C. Den varmaste månaden är juli, då medeltemperaturen är 15 °C, och den kallaste är mars, med 3 °C.